# Pieris virginiensis
Pieris virginiensis – motyl dzienny z rodziny bielinkowatych (Pieridae).
Wygląd
Rozpiętość skrzydeł 4,5-5,3 cm. Przezroczyste, koloru białawego.
Pożywienie
Larwy pasożytują przede wszystkim na dwóch rodzajach roślin występujących w Ameryce Północnej: Dentaria diphylla i Dentaria laciniata (rodzina Brassicaceae). Osobniki dojrzałe piją nektar z kwiatów następujących roślin: rzeżuchy, claytonii (rodzina Portulacaceae) i fiołka (rodzina Violaceae).
Występowanie
W Kanadzie i wschodnich Stanach Zjednoczonych, od Quebecu i Ontario, aż po Wielkie Jeziora Północnoamerykańskie i północno-wschodnią Alabamę. Habitat obejmuje lasy mieszane, wilgotne. Nie zasiedla otwartych przestrzeni.
Taksonomia
Znane są dwa podgatunki Pieris virginiensis, które występują w dwóch różnych siedliskach:
- Pieris virginiensis virginiensis Edwards, 1870 (Ontario, Wirginia Zachodnia, Kentucky, Tennessee i Karolina Północna)
- Pieris virginiensis hyatti Eitschberger, 1984 (lesiste tereny wschodniej Kanady i wschodnich Stanów Zjednoczonych)